# 變葉懸鉤子
變葉懸鉤子又名山莓（学名：Rubus corchorifolius）为薔薇科懸鉤子屬下的一个种。分布于日本、越南、朝鲜、缅甸以及中国大陆的甘肃、西藏、东北、青海、新疆等地，生长于海拔200米至2,200米的地区，多生在向阳山坡、山谷、荒地、溪边和疏密灌丛中潮湿处，目前尚未由人工引种栽培。

## 别名
树莓、山抛子、牛奶泡、撒生秧泡（贵州）、三月泡、四月泡、龙船泡（湖南） 大麦泡、泡儿刺（陕西）、刺葫芦、馒头菠、高脚波（福建）、葥（音同“箭”）。

## 异名
- Rubus corchorifolius L. f. f. roseolus Z. X. Yu
- Rubus corchorifolius L. f. f. semiplenus Z. X. Yu
- Rubus shinkoensis Hayata

## 扩展阅读
- 維基物種上的相關：變葉懸鉤子